# Bathymodiolus brooksi
Bathymodiolus brooksi is een tweekleppigensoort uit de familie van de Mytilidae. De wetenschappelijke naam van de soort is voor het eerst geldig gepubliceerd in 1998 door Gustafson, Turner, Lutz & Vrijenhoek.